# Office des Nations unies à Vienne
L'Office des Nations unies à Vienne (ONUV) — en anglais : United Nations Office at Vienna, en allemand : Büro der Vereinten Nationen in Wien  — est l'un des quatre sièges de l'ONU, situé dans le Vienna International Centre (VIC) à Vienne en Autriche. Il a été établi en 1980. La Directrice générale de l'ONUV est Mme Ghada Waly depuis le 1er février 2020. Près de 5 000 personnes travaillent au VIC.
En plus du siège du Secrétaire général des Nations unies et l'ONUV, le VIC abrite les organisations suivantes :
- Administration postale des Nations unies (Section de Vienne)
- Agence internationale de l'énergie atomique (AIEA)
- Bureau des affaires spatiales des Nations unies
- Bureau des Nations unies pour les services d'appui aux projets (UNOPS)
- Bureau des services du contrôle interne Division des investigations (BSCI/DI)
- Comité scientifique des Nations unies pour l'étude des effets des rayonnements ionisants
- Commission internationale pour la protection du Danube
- Commission préparatoire de l'Organisation du traité d'interdiction complète des essais nucléaires (OTICE)
- Division du droit commercial international  / Commission des Nations unies pour le droit commercial international (CNUDCI)
- Office des Nations unies contre la drogue et le crime (ONUDC)
  - Institut interrégional de recherche des Nations unies sur la criminalité et la justice (UNICRI)
- Organisation des Nations unies pour le développement industriel (ONUDI)
- Organe international de contrôle des stupéfiants (OICS)
- Réseau international d'information sur le blanchiment de l'argent (IMOLIN)
- Service de l'information de l'ONU

## Visites guidées
Des visites guidées du Centre International de Vienne sont offertes au public du lundi au vendredi. 